# Domino’s Pizza Deutschland

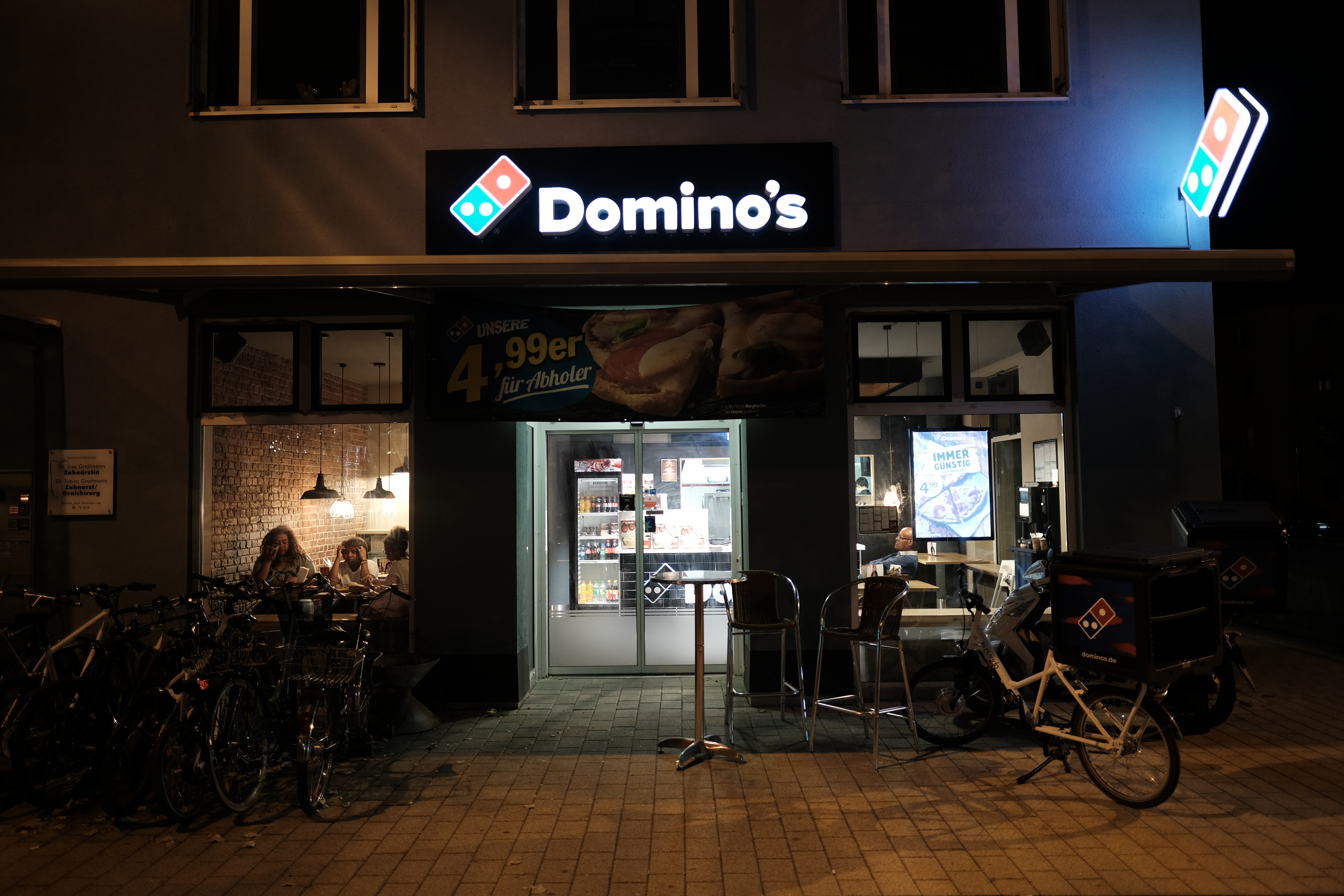
Domino’s-Filiale in der Hechinger Straße 64 in Tübingen (2018)

Die Domino's Pizza Deutschland GmbH (bis 1. Januar 2017 Joey's Pizza Service (Deutschland) GmbH) ist eine deutsche auf Pizzaservice spezialisierte Schnellrestaurantkette mit Sitz in Hamburg, die seit dem 1. Februar 2016 zu Domino’s Pizza gehört und in Deutschland als Franchiseunternehmen tätig ist.

## Geschichte

Logo des ehemaligen Joey’s Pizza Services

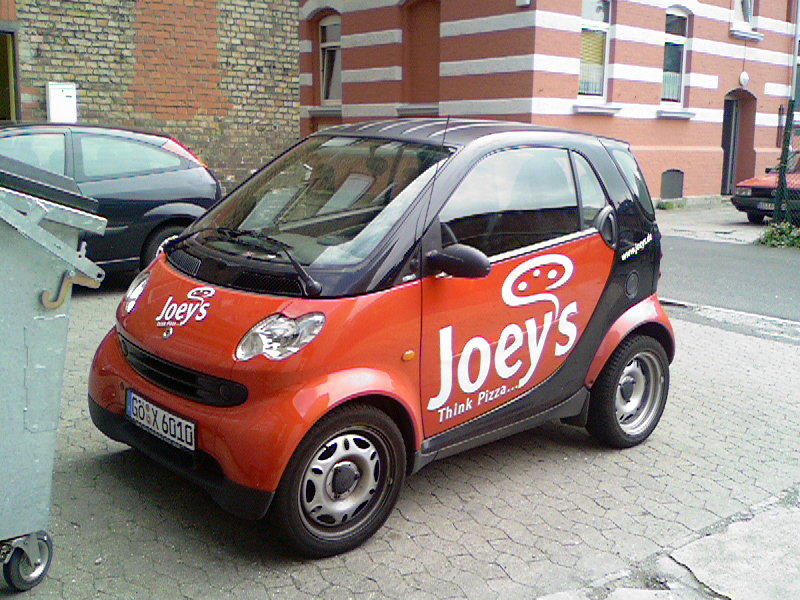
Ehemaliger Joey’s-Smart in typischer Beklebung

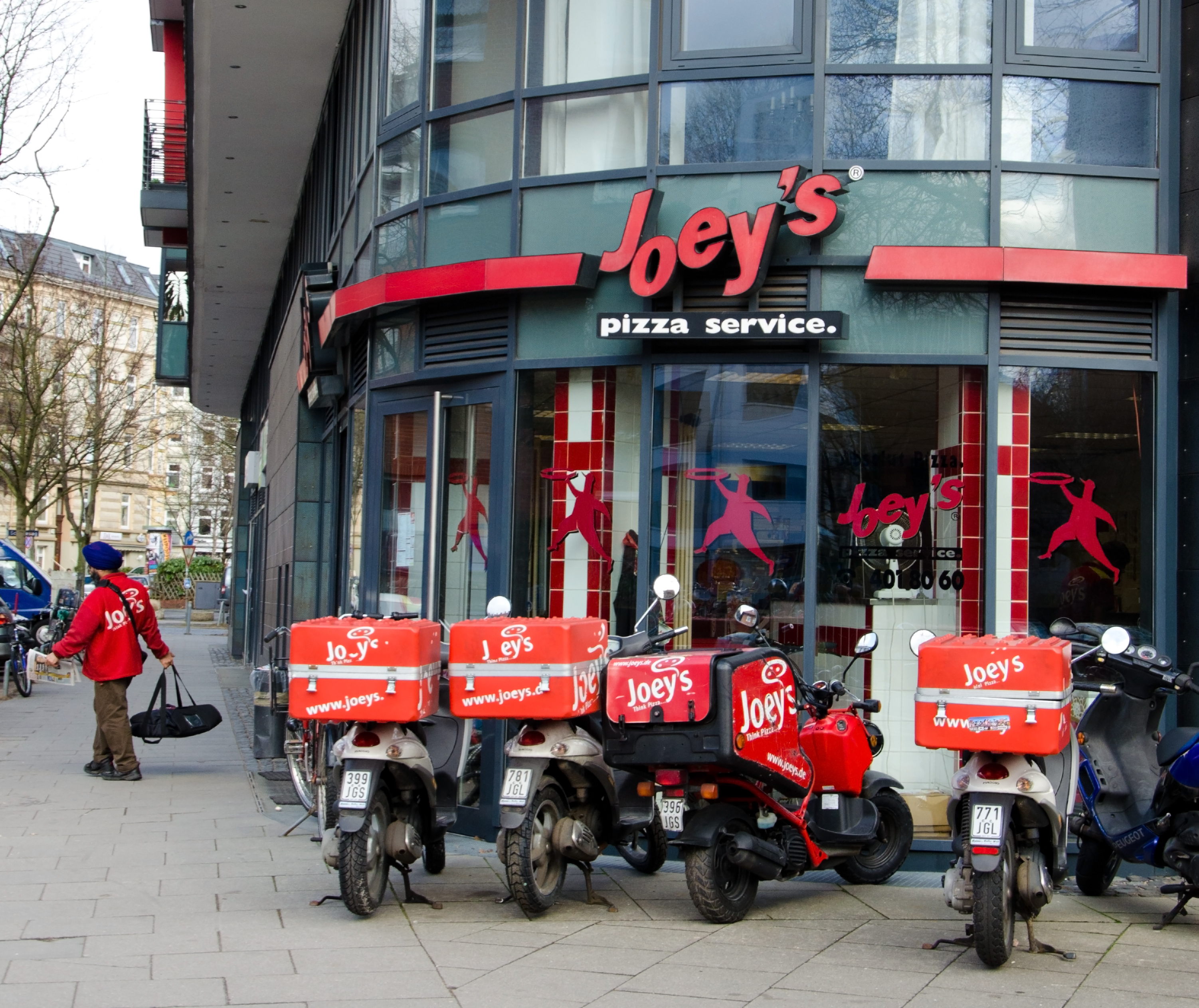
Ehemalige Joey’s-Filiale in Hamburg

Die Joey’s Pizza Service (Deutschland) GmbH, kurz Joey’s, wurde 1988 von Carsten Gerlach in Hamburg gegründet, deren erste Niederlassung in Hamburg war.
2008 wurde die Joey’s Pizza International GmbH (vormals Joey’s Pizza Service GmbH) gegründet, um neue Märkte zu erschließen. Nach eigenen Angaben war zunächst eine Expansion nach Österreich und in die Schweiz geplant. Bis zur Übernahme durch Domino’s Pizza wurden diese Ziele jedoch nicht umgesetzt. Am 28. Oktober 2008 wurde mit der Joey’s Pizza International GmbH ein Ergebnisabführungsvertrag abgeschlossen.
Joey’s Pizza Hamburg war einer der zehn größten Gastro-Franchise-Geber und umsatzstärkster Pizza-Lieferservice in Deutschland vor Hallo Pizza.
Im Jahr 2012 konnten die Franchise-Nehmer den Nettoumsatz im Vergleich zum Vorjahr um 10 Prozent auf 120,2 Millionen Euro steigern. Im selben Jahr belegte Joey’s Pizza Service Platz 9 im Impulse-Ranking der 100 besten Franchisesysteme in Deutschland, an dem allerdings nur 131 von ungefähr 1000 Franchise-Systemen in Deutschland teilgenommen haben.
Die Auslieferungen wurden überwiegend mit betriebseigenen Auslieferungsfahrzeugen (Roller, Fahrräder oder PKW) erbracht, seit Anfang 2012 in Hamburg auch mit Elektromotorrollern. Um seine Gäste zu erreichen, bot der Franchisenehmer seinen Kunden zwei Vertriebswege (Lieferservice und Direktverzehr) an.
Die Zentrale in Hamburg betreute rund 130 selbstständige Franchisenehmer, die rund 5000 Arbeitnehmer in Voll- und Teilzeit beschäftigen. Kernprodukt waren Pizzen in internationalen Geschmacksrichtungen und verschiedenen Größen. Darüber hinaus wurden Salate, Pastagerichte, Baguettes, Getränke und Desserts angeboten. Seit 1997 bot Joey’s auch Bestellungen über das Internet an.
Rein rechnerisch führte jeder dritte Franchisenehmer von Joey’s mehr als einen Betrieb. Für potentielle Franchisenehmer wurden zwei Betriebsvarianten angeboten: Joey’s Delivery (65 bis 100 Quadratmeter) und Joey’s Delivery mit PizzaBar (90 bis 150 Quadratmeter). Das „Joey’s Delivery Flagship Store“-Konzept wurde mehrfach umgesetzt.

### Übernahme durch Domino’s Pizza
Im Dezember 2015 gab die weltweit größte, in Deutschland bisher aber wenig erfolgreiche Pizzarestaurantkette Domino’s Pizza die Übernahme von Joey’s Pizza zu einem Preis zwischen 45 und 79 Millionen Euro bekannt. Domino’s wurde damit zum Marktführer in Deutschland. Eigentümer wurde ein Gemeinschaftsunternehmen, an dem die britische Domino’s Pizza Group (Masterfranchisenehmer unter anderem für Großbritannien, Irland, Deutschland, die Schweiz und Luxemburg) ein Drittel und die australische Domino’s Pizza Enterprises (Masterfranchisenehmer unter anderem für Australien, Japan, Frankreich, die Niederlande und Belgien) zwei Drittel der Anteile hält. Die Transaktion sollte nach Genehmigung bis zum Frühjahr 2016 erfolgt sein.
Im Sommer 2016 begann nach erfolgreicher Übernahme nach und nach die Umflaggung von Joey’s-Filialen auf das Branding von Domino’s Pizza. Zum Jahreswechsel 2016/17 wurde die Umstellung abgeschlossen. Seit dem 1. Januar 2017 heißt das Unternehmen Domino’s Pizza Deutschland GmbH.
Im Oktober 2017 übernahm Domino's Pizza Deutschland den Konkurrenten Hallo Pizza für 32 Millionen Euro. Heute gibt es in Deutschland über 430 Domino's Stores mit rund 7500 Mitarbeitern.

## Andere Ketten
- Call a Pizza
- Hallo Pizza
- Pizza Mann & Schnitzelhaus
- Smiley’s